# Louise Rousseau
Louise Rousseau (Provincetown, 1910 — Ojai, 1981) foi uma roteirista americana conhecida principalmente por escrever faroestes B na década de 1940.

## Biografia
Louise nasceu em Provincetown, Massachusetts, filha de Louis Rousseau (um famoso tenor francês) e Frances Simkins (filha de um proeminente advogado do Texas).
Seus pais se separaram quando ela era um bebê; seu pai voltou para a França e ela foi enviada para o Texas para viver com suas tias. Mais tarde, ela se reconectou com seu pai em 1932.
Depois de terminar o ensino médio aos quinze anos, ela estudou química no Instituto de Tecnologia de Massachusetts. Depois da escola, ela se tornou secretária do gerente do Rivoli Theatre em Nova Iorque antes de se mudar para Pathe, onde se tornou assistente de Frank Donovan.
No início de sua carreira em Hollywood, Rousseau trabalhou como diretora (uma das poucas mulheres na época) de cinejornais na Pathe-RKO. Mais tarde, ela ganhou a vida escrevendo faroestes de baixo orçamento — pelo menos até ser chamada para testemunhar perante o Comitê de Atividades Antiamericanas da Câmara em 1951.

## Depoimento do HUAC
Enquanto o advogado Frank S. Tavenner Jr. respondia à ladainha padrão de perguntas introdutórias, a pergunta costumeira sobre educação inadvertidamente preparou o cenário para a refutação preventiva de Rousseau. “A minha educação mais importante foi adquirida no colo da minha avó”, protestou a escritora audivelmente indignada, que então começou a relatar as lições aprendidas sobre a sua herança como americana, descendente dos huguenotes que desembarcaram em Jamestown em 1617 — os mesmos huguenotes cujos descendentes um pouco menos distantes se juntaram a uma revolução para transformar aquela colónia numa nação soberana.

Após esta lição de história não solicitada, o inevitável teste decisivo "Você é agora ou já foi?" resultou previsivelmente na única instância em que Rousseau recorreu a uma resposta padrão — ou melhor, não resposta (embora ela tenha, para a diversão dos espectadores, oferecido a caracterização de seu emprego pré-Lista Negra como escritora de "westerns históricos lidando com os esforços das pessoas comuns para derrubar as pessoas importantes"). Antes de concluir seu depoimento, Rousseau fez questão de registrar as seguintes observações.
Chegou um momento na vida de cada geração em que é preciso tomar uma posição. E é nessa hora que eu preciso fazer a minha. Eu sei que quando um número suficiente de pessoas neste país entender o que está acontecendo com seus direitos humanos básicos, elas também tomarão essa posição e o Comitê Antiamericano e a histeria que ele criou serão levados ao esquecimento por aqueles outros tribunais improvisados que surgiram em momentos de irracionalidade em nosso país. Conhecendo esta história, eu seria de facto uma pobre criatura rastejante se entregasse levianamente a este, ou a qualquer outro comité anti-americano, a minha herança de 344 anos.